# Standbeeld voor Jacob van Lennep

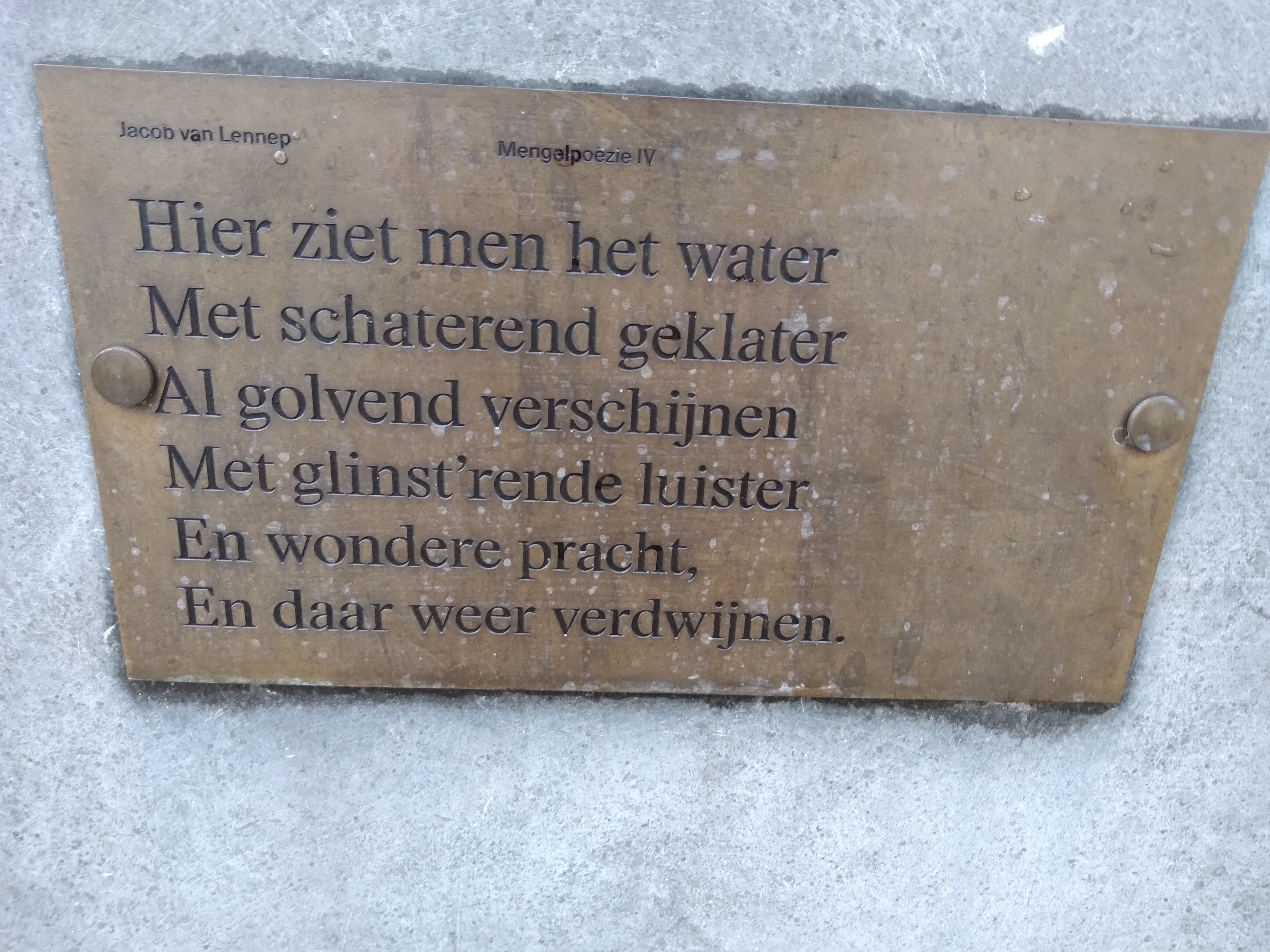
Mengelpoëzie IV ("Hier ziet men water") (mei 2021)

Standbeeld voor Jacob van Lennep is een artistiek kunstwerk in Amsterdam-Centrum.
Het standbeeld voor Jacob van Lennep kwam er op initiatief van Marita Mathijsen, die Jacob van Lennep niet wilde herdenken als schrijver en rijksadvocaat, maar als initiator van drinkwater in Amsterdam. Eigenlijk was hij niet degene die het project opstartte, maar zijn vrouw Henriette (Henrietta Sophia Wilhelmina Röell, 1792-1870). Die wilde het verse en schone drinkwater uit de Noord-Hollandse duinen dat ze in hun buitenplaats Huis te Manpad nabij Heemstede (Noord-Holland) dronken ook wel drinken wanneer ze in Amsterdam was. Tot dan toe werd het drinkwater vanuit de Vechtstreek geïmporteerd, maar het was (te) duur. Arme Amsterdammers waren veroordeeld tot grachtenwater of de regenton. Van Lennep raakte daartoe bevriend met ingenieur Christiaan Vaillant , die al jaren met een dergelijk plan rondliep. Ook werd nog een Brits ingenieur ingeschakeld, maar het mocht niet baten. Amsterdam zag er niet is in en ook bewoners van het voorgesteld brongebied vonden het niets. Zij brachten zelfs een brochure uit: Bedenkingen van eenige bewoners der duinen, over de physieke of financiële mogelijkheid van eene waterleiding uit dezelve tot en in Amsterdam. Van Lennep liet zich niet afwimpelen en wist met Brits kapitaal de waterleiding toch te realiseren en begon de Amsterdamsche Duinwater-Maatschappij. Daarbij was steun van familie, die diverse gebouwen en terreinen daar in bezit had, onontbeerlijk. Vader David Jacob van Lennep stelde Mariënduin beschikbaar; zus Antje van Lennep liet door doorbraak op Leijduin toe en neef Johan Frederik van Lennep schonk het terrein Groot Bentveld. Kroonprins Willem kwam op 11 november 1851 naar het duinengebied om een spade in de grond te zetten. In 1853 bereikte het eerste duinwater Amsterdam. De leiding kwam Amsterdam binnen bij de Willemspoort, bij Amsterdammers beter bekend onder Haarlemmerpoort. Het verhaal gaat dat Van Lennep de start daar wilde om de mensen uit de rijke Grachtengordel dwars te zitten, maar eerlijkheidshalve moet genoteerd is dat als men vanuit het duinengebied of Haarlem naar die grachtengordel wil komen, men eerst langs die Haarlemmerpoort moet. De Amsterdamsche Duinwater-Maatschappij werd in 1896 door de voorloper van het Gemeentelijk Waterbedrijf, die op haar beurt opging in Waternet.
Marita Mathijsen mocht in 2003 bij het 150-jarig bestaan een lezing geven en opperde dat Jacob van Lennep een standbeeld verdiende vanwege het gezinsinitiatief. Samen met de gemeente Amsterdam (burgemeester Job Cohen) en het Waterleidingbedrijf (directrice Caroline van der Wiel) kreeg ze een comité van de grond die eraan zou werken. Uit de ontwerpwedstrijd kwam kunstenares Lia van Vugt als winnaar uit de bus. Daarna volgde gemeentelijke procedures, inspraakavonden en protesten. Het proces kwam in een stroomversnelling dankzij de televisieserie De ijzeren eeuw van onder andere Hans Goedkoop, waarbij als grap een nep-monument werd geplaatst. Drie jaar na het 150-jarig bestaan was er dan eindelijk het echte monument. Bij de onthulling door Job Cohen gaf Mathijssen de toespraak.
Van Vugt kwam met een beeld van een staande Van Lennep dat voor de helft bestaat uit roestvast staal (staande voor het water uit de Vechtstreek) en een in cortenstaal (staande voor het grachtenwater) uitgesneden silhouet. Door de lucht kijk je op het wateroppervlak. Het spiegelende glas staat voor helder drinkwater. Het werd geplaatst nabij het eerste watertappunt op het Haarlemmerplein.
Op de sokkel zijn drie plaquettes gemonteerd. Centraal geplaatst is het korte levensverhaal. Aan de zijkant bevinden zich Mengelpoëzie III en IV.